# Зейнаб-бейим
Зейнаб-бейим (азерб. Zeynəb bəyim, перс. زینب بیگم‎; 1561, Казвин, Сефевидское государство — 31 мая 1640, Казвин, Сефевидское государство) — политический деятель Сефевидского государства, губернатор Кашана в 1592—1613 годах, четвёртая дочь шаха Тахмасиба I и одна из самых влиятельных принцесс в стране.

## Биография
Зейнаб-бейим в Казвине от брака шаха Тахмасиба I и грузинской принцессы по имени Xури. Её лалой был Шахгулу-бек Шамлы, который в правление Тахмасиба являлся командующим кавалерией (горчи-е шамшир). В правление шаха Исмаила II она была выдана замуж за Алигулу-xана Шамлы, внука Дурмуш-хана. Этот брак был заключён незадолго до 7 декабря 1577 года, когда Алигулу-xан прибыл в Герат в качестве нового генерал-губернатора Хорасана. Но они так и не вступили в брачные отношения, и Зейнаб-бейим продолжила проживать в шахском гареме в Казвине. Согласно одному из летописцев XVII века, к концу правления шаха Тахмасиба Зейнаб-бейим была назначена невестой «Скрытого Имама» и вела затворническую жизнь в Казвине. Она сыграла выдающуюся роль в течение нахождения её племянника, Хамза Мирзы, на должности наследника престола. Зейнаб-бейим также отвечала за шахский гарем в Казвине в течение гражданской войны в Сефевидском государстве в конце 1580-x годов. Она была одним из главных сторонников принца Аббаса I в Казвине в течение войн за наследство, разразившиxся к концу правления Мухаммеда Xудабенде.
Мирза Лютфалла Ширази, первый чиновник, служивший в качестве визиря в правление шаха Аббаса I, был близким союзником Зейнаб-бейим, и, после убийства принца Хамза Мирзы, поступил к ней на службу в качестве визиря. В ранние годы правления шаха Аббаса Зейнаб-бейим действовала в качестве его приемной матери. Она оставалась близкой к шаху Аббасу в течение первых двух десятилетий его правления, действуя в качестве одного из ключевых советников сефевидского монарха. В 1617 году итальянский путешественник Пьетро Делла Валле видел её в Исфахане во главе гарема во время одной из поездок шаха Аббаса. Зейнаб-бейим наблюдала за воспитанием сыновей шаха Аббаса в шахском гареме, она обладала таким влиянием на сефевидского монарха, что провинциальные губернаторы и военачальники просили её заступиться за них перед шахом Аббасом.
В правление шаха Аббаса Зейнаб-бейим была тесно вовлечена в административные дела сектора «xасса» (владений короны) сефевидской бюрократии. В 1592 году она была назначена губернатором города Кашан. В этот период два чиновника действовали в качестве её заместителей в Кашане. Зейнаб-бейим оставалась на этом посту до 1613 года, в котором она впала в немилость, была лишена всех должностей и сослана в Казвин. Согласно сообщениям, она владела одной из богатых деревень в Тефте, в южных окрестностях Йезда. На протяжении бо́льшей части правления шаха Аббаса, Зейнаб-бейим было дозволено собирать в свою пользу подушный налог с членов зороастрийской общины Йезда. Именно этот источник дохода позволил ей возвести в 1602—1603 году как минимум один общественный караван-сарай на пути из Исфахана в Кашан. Год спустя Зейнаб-бейим была повышена до должности хранителя печати, использовавшейся для всех шахских указов (мохрдар-е шараф нафаз). В 1602—1603 году Зейнаб-бейим отвечала за шахский банкет, данный по случаю прибытия шейбанидского правителя Ургенча, Вали-Муxаммед хана, бежавшего к Сефевидам после начала гражданской войны в Хорезме.
В 1613 году шах Аббас изгнал Зейнаб-бейим из гарема и приказал ей поселиться в Казвине, где она должна была проживать под домашним арестом. Это случилось в ходе жестокого устранения нескольких высокопоставленных гражданских чиновников и военачальников, находившихся при дворе в Исфахане. По словам Фазли-бека Хузани, причиной принятия сефевидским монархом решения по отправке Зейнаб-бейим в ссылку в Казвин были махинации со стороны ведущего религиозного лидера при дворе шаха Аббаса, Мир Мухаммедбагира Дамада. Ссылка Зейнаб-бейим была отменена примерно четыре года спустя. Осенью 1627 года шах Аббас простил Зейнаб-бейим и восстановил её на должности главы шахского гарема в Фараxабаде и Исфахане. Зейнаб-бейим находилась в ежедневном контакте с придворными лекарями в течение смертельной болезни шаха Аббаса, наблюдая за ходом лечения сефевидского монарха в Фараxабаде, на берегу Каспийского моря в Мазендаране. По смерти шаха Аббаса утром 19 января 1629 года Зейнаб-бейим руководила перевозкой его останков из Мазендарана в Кашан, а также безопасным проездом шахского гарема из Мазендарана в Исфахан через Фирузкух и Кашан.
Именно в ранние годы правления шаха Сефи I Зейнаб-бейим достигла апогея своего влияния. Согласно придворному летописцу XVII века, она сыграла ключевую роль в убеждении находившегося на смертном одре шаха Аббаса назначить своим преемником своего внука Сам Мирзу (позже известного как шах Сефи) в начале января 1629 года. До того, как покинуть Фараxабад, Зейнаб-бейим преуспела в созыве и руководстве собранием из военачальников и высокопоставленных гражданских чиновников, заручившись таким образом их официальным согласием на предстоящее восхождение на трон Сефи в Исфахане, которое состоялось ночью в понедельник 29 января 1629 года. В течение первых месяцев правления шаха Сефи Зейнаб-бейим управляла административными делами страны на повседневной основе. Позднее в том же году она сопровождала шаха Сефи в его военной кампании против Османов, и 28 мая 1630 года повела шахский гарем в Гюльпайган до битвы при Мериване.
12 февраля 1632 года, в разгаре убийства более чем пятнадцати сефевидских принцесс и их родителей в Исфахане, шах Сефи изгнал Зейнаб-бейим из шахского гарема, приказав ей переехать в Казвин. Она скончалась 31 мая 1640 года. Согласно составленной по случаю кончины Зейнаб-бейим xронограмме, она провела последние дни своей жизни в Исфахане. Её останки были погребены в усыпальнице имама Али аль-Рзы в Мешхеде. Она восхваляется в ряде источников эпохи, как «оплот политической умеренности и мудрости в политической жизни сефевидского двора».